# Ремедело
Ремедѐло (на италиански: Remedello, на източноломбардски: Remedèl, Ремедел) е община в Северна Италия, провинция Бреша, регион Ломбардия. Разположена е на 47 m надморска височина. Населението на общината е 3371 души (към 2013 г.).
Административен център е село Ремедело Сопра (Remedello Sopra).